# Heinz-Peter Kohler
Heinz-Peter Kohler (* 11. November 1935 in Biel/Bienne) ist ein Schweizer Aquarellist, Zeichner und Radierer.

## Leben
Heinz-Peter Kohler, der Sohn eines Uhrenarbeiters, wurde 1935 in Biel/Bienne geboren. Er spielte aktiv Fussball und begann eine kaufmännische Lehre, die er abbrach, um nach München zu gehen. An der Akademie der Bildenden Künste München studierte er von 1955 bis 1960 in der Klasse von Erich Glette. Bevor er seine Studien an der Malschule bei Max von Mühlenen 1960 bis 1970 fortsetzte, wagte er 1959 im «Théâtre de Poche» in Biel/Bienne eine erste Einzelausstellung.
Er arbeitete zeitweise als Zeichenlehrer und engagierte sich kurzzeitig politisch. Im Stadtparlament von Biel/Bienne (1975–1976) setzte er sich erfolglos für den Bau eines Bieler Kunstmuseums ein. Er war von 1971 bis 1976 Mitglied der Kunstkommission der Stadt Bern.
Kohler lebt in Biel/Bienne.

## Werk
Die Aquarelltechnik bestimmte schon früh Kohlers Schaffen. Es entstanden zu Beginn häufig kleinformatige Werke von Sportszenen. Ab den 1980er Jahren schuf er auch grossformatige Aquarelle sowie Porträts von Kultfiguren, wie Marilyn Monroe, Andy Warhol oder dem Schriftsteller Robert Walser. Geprägt wurde Kohlers Schaffen von seinen Reisen und Aufenthalten im Ausland. Mehrmals war er in Nordafrika, Mexiko, den USA und Russland, wie seine Skizzenbücher belegen. Neben dem Aquarell pflegt Kohler auch Techniken wie den Holzschnitt, den Kupferstich oder die Malerei.

«Die Formen sind mir weniger wichtig als die Ausstrahlung meiner Werke. Ich glaube in diesem Sinn an das ehrliche Bild, das aus dem Moment erwächst und eine Stimmung oder einen Traum festhält.»

Der Vorlass befindet sich im ArchivArte Bern.

## Ausstellungen (Auswahl)
- 1959: Erste Einzelausstellung im «Théâtre de Poche», in Biel/Bienne
- 1961: Schweizerische Kunstausstellung in Luzern
- 1963: Biennale in Paris
- 1967: Ausstellung Junge Kunst im Kunstmuseum Luzern
- 1973: Internationale Kunstausstellung in Madrid, zusammen mit Remo Rossi und Hans Erni
- 1999: Retrospektive im Kunstmuseum Olten
- 2015: Aquarelle 1960–2015 im NMB Neues Museum Biel

## Auszeichnungen (Auswahl)
- 1962, 1963 und 1964: Eidgenössisches Kunststipendium[2]
- 1962 und 1963: Louise Aeschlimann-Stipendium
- 1964, 1966 und 1970: Kiefer-Hablitzel-Stipendium
- 1971: Goldene Ehrenmedaille für sportliche Verdienste des Verbands Schweizer Sportjournalisten
- 1974: Stipendium der Stadt Biel/Bienne
- 1978: Auszeichnung «Concorso Internazionale di Pittura», Neapel
- 1999: Kulturpreis der Stadt Biel/Bienne
- 2011: Dokumentarfilm von Peter Wyssbrod
- 2012: 2. Preis Painting & Mixed Media Competition 2012, Lessendra Art Gallery, Sofia